# Carlo Alberto Castigliano
Carlo Alberto Castigliano (Asti, 8 novembre 1847 – Milano, 25 ottobre 1884) è stato un ingegnere e matematico italiano, autore del Teorema di Castigliano.

## Gli studi
Nato in una famiglia di modeste origini, figlio di Giovanni e Orsola Cerrato, dopo le scuole elementari frequentò le scuole tecniche di Asti con notevoli profitti, ottenendo una votazione finale di 82/100.

A 16 anni rimase orfano del padre e la madre decise di risposarsi.

Date le notevoli capacità del giovane, il patrigno sostenne la sua vocazione agli studi, iscrivendolo al quarto anno dell'Istituto Industriale di Torino, ma le precarie condizioni economiche della famiglia costrinsero Castigliano ad alternare gli studi con lavori saltuari per arrotondarne le entrate.
Nel 1866 ottenne il diploma di perito meccanico con la votazione di 146/150 e, superato un esame al Regio Museo Industriale di Torino, divenne professore di meccanica applicata nel Regio Istituto Tecnico di Terni.
Seppur lontano, continuò ad aiutare economicamente la madre che nel frattempo era rimasta nuovamente vedova.
Ottenuto un esonero dall'insegnamento, nel 1870 tornò a Torino dove si iscrisse all'Università di matematica pura.

## I principi
Conseguì la laurea in ingegneria civile con la tesi Intorno ai sistemi elastici, pubblicata nel 1873, dove dimostrò il principio di elasticità o teorema del minimo lavoro, che il generale Luigi Federico Menabrea aveva enunciato nel 1858.
Il principio di Castigliano diventerà il suo primo teorema:
(C.A.Castigliano)
Nel 1875 pubblicò all'Accademia delle Scienze di Torino una Nuova teoria intorno all'equilibrio dei sistemi elastici  dove dimostrò un nuovo metodo di calcolo sulle derivate del lavoro di deformazione, conosciuto come  "Teorema delle derivate del lavoro", o comunemente come il Teorema di Castigliano, ancora oggi tra i principi fondamentali della statica delle costruzioni.

## Il teorema di Castigliano
L'enunciato afferma:

«... lo spostamento (o rotazione) di un elemento solido elastico è definito dalla derivata parziale del lavoro di deformazione, espresso in funzione delle forze esterne, eseguite rispetto a una di tali forze che sia applicata all'elemento considerato..»

## Strade ferrate
Nel 1873 Castigliano venne assunto come ingegnere nelle Strade Ferrate Alta Italia (S.F.A.I) ad Alba; l'anno successivo venne trasferito a Torino all'ufficio progettazioni.
Nel febbraio 1875 venne chiamato alla sede centrale dell'Ufficio d'Arte a Milano per la progettazione e l'alta sorveglianza tecnica di tutte le principali opere della rete ferroviaria dell'Alta Italia.

Dopo soli tre anni, fu nominato capo sezione.

Fu l'inventore del "micrometro moltiplicatore" (strumento per constatare l'intensità degli sforzi dei vari elementi in una costruzione metallica) e dell'"aritmografo" (strumento fondato sull'impiego di una scala logaritmica).
Alberto Castigliano morì a 36 anni di polmonite la sera del 25 ottobre 1884 a Milano.